# 馬格納維斯塔 (密西西比州)
馬格納維斯塔（英語：Magna Vista）是位於美國密西西比州伊薩奎納縣的鬼鎮。

## 歷史
馬格納維斯塔的郵局於1887年設立，其後於1932年停運。此地於1900年時約有50人。

## 地理
馬格納維斯塔所處的海拔為高於海平面32米（即105英呎），而該地所採用的時區為UTC-6，即北美中部時區（CST）。同時該地設有夏令時間，為UTC-6調快一小時，即UTC-5（CDT）。